# Fate (videojuego)
Fate es un videojuego de rol de acción de 2005 lanzado originalmente para PC por WildTangent. Fate fue lanzado para el cliente de PC Steam el 12 de diciembre de 2013. El juego tuvo tres secuelas tituladas Fate: Undiscovered Realms en 2008, Fate: The Traitor Soul en 2009 y Fate: The Cursed King en 2011.

## Jugabilidad
Fate es un juego de rol de acción de fantasía. Este tipo de juego también se conoce como un juego de mazmorras, en el que el jugador lleva a su personaje a través de niveles progresivamente difíciles de una mazmorra, luchando contra monstruos, completando misiones, recolectando objetos valiosos y oro, y mejorando el carácter del personaje. atributos y habilidades a lo largo del camino. La mazmorra en Fate tiene un diseño aleatorio para cada nivel; los tesoros encontrados dentro de cada nivel son aleatorios, al igual que el número y tipo de monstruos.  Fate  se representa completamente en 3D, lo que permite al jugador acercar y alejar la acción según sea necesario; sin embargo, la cámara no se puede girar. En The Traitor Soul y The Cursed King (pero no en Undiscovered Realms) puedes presionar simultáneamente CTRL + SHIFT + U para desbloquear la cámara. Mantener la flecha hacia la izquierda / derecha le permite mirar alrededor de las esquinas.

### Niveles
Parece haber un número indefinido de niveles en la mazmorra. Sin embargo, usando la consola interna del juego, mientras estás en la pantalla de aventuras (donde mueves tu personaje, etc.) presiona Ctrl, Shift y ~. Entonces un '?' debería aparecer en el lado izquierdo de la pantalla; puede ingresar el comando "descender 2,147,483,647". La codificación del juego admite acceso hasta el nivel 2,147,483,647. Este número es el valor positivo máximo que puede contener un entero de 32 bits con signo; avanzar más allá de dicho nivel provocaría que el 'número de nivel' se desborde a −2,147,483,648. Como el algoritmo de generación de procedimientos del juego utiliza el número de nivel como una de sus entradas, el valor negativo conduce, como era de esperar, a que el algoritmo cree un nivel no válido, lo que provoca un bloqueo del juego.

### Mascotas y pesca
El jugador va acompañado de una mascota, que inicialmente se puede elegir como un perro (en concreto, un terrier) o un gato. Esta mascota pelea en nombre del jugador, puede transportar objetos y puede ser enviada de regreso a la ciudad para vender hallazgos no deseados (aunque no puede recolectar recompensas por misiones de búsqueda). Si los puntos de vida de la mascota se reducen a cero (debido a golpes o hechizos dañinos de los enemigos), no muere, sino que simplemente huye de la pelea. Por lo tanto, la introducción del juego describe a la mascota como invencible ya que no se puede matar. Seguirá al personaje, pero no luchará hasta que recupere algo de salud. Para curar completamente a su mascota, el jugador puede enviarla de regreso a la ciudad, alimentarla con pociones curativas o amuletos, o hacer que beba de una fuente de salud. El jugador también puede transformar a la mascota en varias (y más poderosas) criaturas alimentándola con peces, que se pueden atrapar en los agujeros de pesca que se encuentran a lo largo del juego o comprar a los vendedores. El momento de la transformación depende del 'tamaño' del pez, pero un pez impecable hace que la transformación sea permanente hasta que la mascota se alimenta con un pez diferente. Un "cazón" hará que la mascota vuelva a su forma original.
También es posible obtener elementos raros de los peces. Un jugador paciente que se toma el tiempo para pescar puede hacer que su personaje sea muy rico y obtener equipo de primera. El Manual del jugador dice: "Encontrar o comprar una caña de pescar es una de las mejores inversiones que puedes hacer en el juego". Hay un hoyo de pesca en la ciudad; vendiendo pescado que el jugador captura, el jugador puede obtener dinero para comprar mejor equipo antes de desafiar la mazmorra. Cuanto más profundo esté el personaje en la mazmorra, mejores elementos y transformaciones de mascotas más poderosas podrán encontrar mientras pescan.

### Personajes del jugador
Cuando el personaje gana suficientes puntos de experiencia, es promovido al siguiente nivel de personaje y se le dan cinco puntos de Atributo, así como dos puntos de Habilidad. El aumento de los cuatro atributos (Fuerza, Destreza, Vitalidad y Magia) le permite al personaje manejar armas, armaduras y hechizos mágicos más fuertes, mientras que las Habilidades denotan competencia en ciertas cosas (Habilidad con espada, Habilidad con hechizos mágicos, Habilidad con golpe crítico, etc. un total de 15 habilidades diferentes). No hay conjuntos de clase de personaje en Fate, lo que permite la máxima personalización. Además, el jugador es recompensado con puntos de fama por completar misiones secundarias y derrotar a los jefes enemigos, lo que contribuye a ganar niveles de fama. Se otorgan cuatro puntos de habilidad por obtener un nivel de fama. Los elementos de élite y legendarios no se pueden usar hasta que el jugador alcance cierto nivel de fama. Ciertos elementos (es decir, armas, armaduras y joyas) contienen enchufes en los que el jugador puede poner gemas especiales para personalizar el elemento. Tener enchufes no crea requisitos más altos para usar un artículo, aunque hacen que el artículo sea más valioso. Finalmente, un habitante de Grove, específicamente un juglar, puede recibir un pago para aumentar la fama del personaje, "permitiendo a los jugadores inteligentes comprar puntos de habilidad".

### Misiones y personajes no jugador
Varios habitantes de Grove ofrecen misiones secundarias aleatorias al jugador. A veces se les llama misiones de búsqueda (recuperar un objeto valioso de la mazmorra), aunque a menudo requieren que el jugador mate a todos los enemigos de un cierto tipo en un cierto nivel de la mazmorra o enviar un jefe enemigo. Al completar una misión secundaria, el jugador puede regresar con el ciudadano que se la dio y recibir una recompensa de puntos de fama, puntos de experiencia y oro.
A veces, también se entrega un artículo valioso como parte de la recompensa por completar una misión secundaria. En el caso de una búsqueda de búsqueda, los jugadores siempre pueden decidir si quieren conservar el elemento que se les envió a recuperar o si las recompensas potenciales por entregarlo al dador de la búsqueda son más importantes. Para mantener un elemento de una misión de búsqueda, el jugador debe cancelar la misión en el libro de misiones.
Otros habitantes del pueblo que no son jugadores incluyen vendedores, que venden armas, armaduras, pociones, etc.
Además de los diversos proveedores y dadores de misiones en la ciudad, también hay un sanador, que llevará los puntos de vida del personaje y su mascota a su capacidad máxima sin cargo, y un encantador que, por una tarifa, intentará (a veces sin éxito) para agregar un encantamiento o un enchufe a un elemento de la elección del jugador. Sin embargo, de vez en cuando, borrará accidentalmente todos los encantamientos del objeto o incluso pondrá una maldición sobre el objeto, reduciendo su utilidad.
A veces, aparecerá un vendedor en la mazmorra. Los vendedores tienen un estado neutral en el juego, por lo que los enemigos no los atacarán. El personaje del jugador no puede ser atacado por enemigos mientras compra o vende con un vendedor. Los vendedores que aparecen en la mazmorra son Pikko the Fisherman (que venderá pescado y cañas de pescar) y Getts the Traveler (que venderá artículos diversos).

### Muerte
Si en algún momento del juego el personaje muere (los puntos de vida se reducen a cero), la muerte no es permanente. Aparece la personificación del Fate (Destino), que se parece a La Parca. El Fate ofrece al jugador tres opciones: primero, el personaje puede volver a la vida en el lugar donde cayó, a cambio de una parte de sus puntos de experiencia y puntos de fama. En segundo lugar, pueden volver a la vida y transportarse a un nivel cercano (uno o dos niveles hacia arriba o hacia abajo) a cambio de una parte del oro del personaje. Este nuevo lugar puede ser más seguro o más peligroso que aquel donde murió el personaje. En tercer lugar, el personaje puede ser devuelto a la vida y transportado tres niveles hacia arriba a cambio de dejar todo su oro donde cayó. Esta nueva ubicación suele ser más segura que donde ocurrió la muerte. (Si el personaje murió en el nivel 1, 2 o 3 de la mazmorra, será devuelto a la ciudad). Si el jugador elige esta tercera opción y puede regresar al lugar exacto donde cayó su personaje antes de la mazmorra. nivel se regenera, su oro estará esperando en una pila para que lo recojan. (Si el personaje permanece fuera de un nivel de mazmorra visitado anteriormente durante 20 minutos en el reloj del juego, el nivel se actualizará automáticamente con todos los nuevos monstruos y tesoros, aunque el diseño de la mazmorra sigue siendo el mismo. Por lo tanto, si el personaje murió en ese nivel y no regresa en 20 minutos, el oro que dejaron allí cuando murieron desaparecerá permanentemente. La regla de los 20 minutos no se aplica si el personaje tiene un portal a ese nivel, ya que un extremo del portal está constantemente ocupando el nivel. Sin embargo, si el personaje ha muerto y ha sido transportado tres niveles arriba, no habrá portal.) Si ninguna de estas tres opciones es del agrado del jugador, puede elegir Salir y el personaje se transporta efectivamente al pasado hasta la última ocasión que se cargó el juego. Sin embargo, la muerte todavía se registra en el diario del personaje.

### Retiro
Si el jugador completa la misión principal que recibió al comienzo del juego, se le da la opción de retirar el personaje actual y comenzar a jugar de nuevo con un descendiente del primer personaje. El descendiente obtiene varios beneficios y bonificaciones, incluido un elemento que se transmite de su antepasado. Si esta reliquia familiar tiene algún encantamiento mágico, se incrementará en un 25% cada vez que se transmita el objeto. Si se transmite un arma o pieza de armadura, su daño infligido o sus capacidades defensivas también aumentarán. Si un jugador elige no retirarse, puede hacer avanzar a sus personajes y adentrarse en la mazmorra tanto como quiera.

## Trama
El juego comienza en la ciudad de Grove, donde en las afueras de la ciudad, la antigua Dungeon Gate lleva a los posibles aventureros a múltiples niveles de fama, fortuna y muerte. El jugador asume el papel de uno de estos aventureros, y se le asigna una misión aleatoria al comienzo del juego que los llevará aproximadamente al nivel 45-50 de la mazmorra. En el camino, los habitantes de Grove ponen a disposición del jugador misiones secundarias aleatorias. Finalmente, el jugador completa la misión principal al derrotar al monstruo aleatorio jefe.

## Mods
Como muchos otros juegos de su clase, Fate tiene una comunidad activa de modding. Los desarrolladores han lanzado herramientas para ayudar en la creación de modificaciones y existen más de 100 modificaciones en una base de datos comunitaria. Los mods para Fate van desde simples pociones y armas hasta nuevos hechizos y remodelaciones de ciudades. La comunidad ha creado tutoriales para crear nuevas armas, armaduras, hechizos, monstruos y otros elementos similares. Una trampa de estas actividades es la estabilidad del juego; por esta razón, se recomienda hacer una copia de seguridad de los archivos originales del juego antes de la instalación de cualquier cambio de terceros.

## Desarrollo
El diseñador y programador Travis Baldree pretendía que Fate combinara elementos de juegos como Diablo y NetHack y los hiciera accesibles a una audiencia de juego casual, mientras también manteniendo un nivel de atractivo para jugadores hardcore.  Evitó un estilo sombrío y áspero, a favor de una atmósfera más acogedora. Aunque Baldree había considerado la idea durante varios años, la producción del juego comenzó en octubre de 2004, con un tiempo total de desarrollo de unos cinco meses.
Fate no ofrece elementos multijugador. Se consideró el modo multijugador, pero los desarrolladores no pudieron agregarlo debido al tiempo de desarrollo extremadamente corto del juego.
Basado en su trabajo en "Fate", Baldree fue contratado por Flagship Studios.  En 2006 dirigió una rama del estudio con sede en Seattle, desarrollando Mythos, un juego de rol de acción en línea, con un grupo que incluía a varios miembros del equipo de Fate.

### Música
La partitura usa  Clásica occidental guitarra e influencias del Medio Oriente tanto como lo hace la serie Diablo. También hay una notable influencia celta, ya que uno de los temas principales es "Captain O'Kane" de Turlough O'Carolan. Otras pistas notables dentro del juego con influencia celta son "The Clergy's Lamentation", "Good Morning to Your Nightcap" y "Behind the Haystack", que sirven como temas de la ciudad de Grove. "Captain O'Kane" y "The Clergy's Lamentation" son grabaciones de Ensemble Galilei disponibles en el álbum Music in the Great Hall: Instrumental Music from the Ancient Celtic Lands, Ancie otra versión de "The Clergy's Lamentation" es interpretada por la arpista Sue Richards extraída del álbum Gray Eyed Morn, "Good Morning to Your Nightcap" y "Behind the Haystack" son del álbum "Hills of Erin" de Karen Ashbrook.

## Recepción
"Fate" fue recibido positivamente por los críticos, obteniendo un puntaje promedio de revisión del 80% en GameRankings y una puntuación de 80/100 en Metacritic.
Greg Kasavin de GameSpot lo llamó "un juego de alta calidad que ofrece un buen concepto que no es ambicioso pero que es bien conocido por ser divertido y adictivo", al tiempo que destaca su gran parecido con Diablo de Blizzard Entertainment.  Escribiendo para GameSpy, William Abner elogió el juego como "elegantemente diseñado" y destacó el encanto y la personalidad de los gráficos y las animaciones de mascotas del juego.  Ambos revisores citaron el bajo precio de "Fate" como un punto de venta, pero criticaron su falta de funciones multijugador.
Los editores de Computer Games Magazine entregaron a Fate su premio al "Mejor juego de rol" de 2005. Fue finalista en su lista de los 10 mejores juegos de computadora del año. Fate también fue finalista de los premios PC Gamer US al "Mejor juego de rol de 2005" y "Mejor valor de 2005", que finalmente fueron para Dungeon Siege II y Guild Wars, respectivamente.